# Powiat pyrzycki

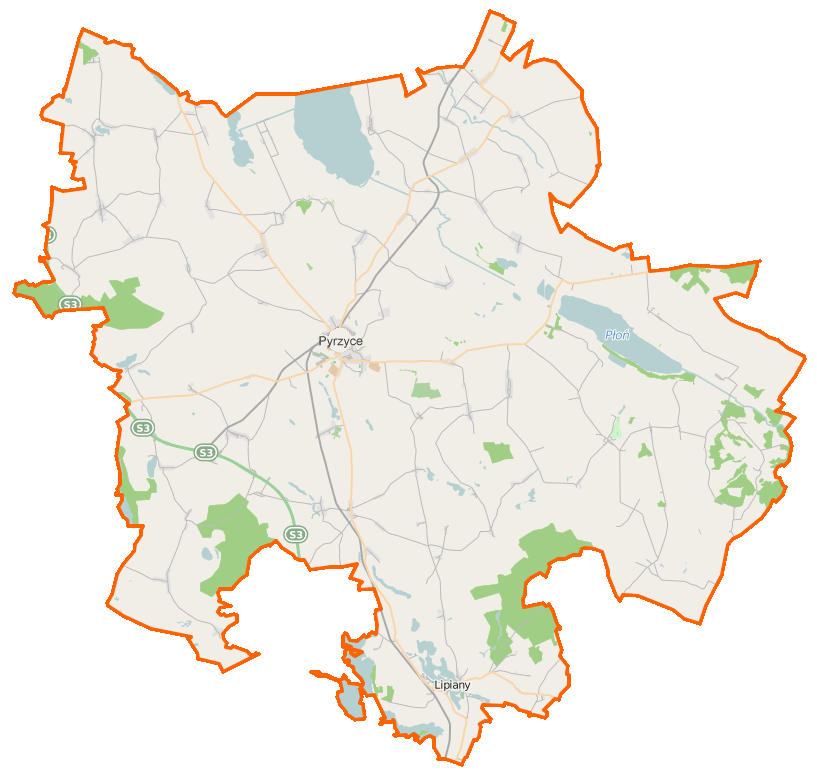
Mapa powiatu

Powiat pyrzycki – powiat w północno-zachodniej Polsce, w woj. zachodniopomorskim, utworzony w 1999 roku w ramach reformy administracyjnej. Jego siedzibą jest miasto Pyrzyce. Powiat położony jest na Równinie Pyrzyckiej i Pojezierzu Myśliborskim. Powiat ma zdecydowanie rolniczy charakter (66-85% powierzchni gmin).
Według danych GUS z 31 grudnia 2019 r. powiat miał 39 336 mieszkańców. Natomiast według danych z 30 czerwca 2020 roku powiat zamieszkiwało 39 251 osób.
W skład powiatu wchodzą:
- gminy miejsko-wiejskie: Lipiany, Pyrzyce
- gminy wiejskie: Bielice, Kozielice, Przelewice, Warnice
- miasta: Lipiany, Pyrzyce

## Położenie
Według danych z 1 stycznia 2014 powierzchnia powiatu pyrzyckiego wynosi 726,00 km².
Obszar powiatu pyrzyckiego zajmuje południowo-zachodnią część województwa zachodniopomorskiego. Pod względem przyrodniczym jest to teren o zróżnicowanej budowie geologicznej i rzeźbie powierzchni, a w związku z tym zróżnicowanym występowaniu wód powierzchniowych i gruntowych oraz gleb i zespołów roślinnych. Powiat obejmuje okolice jeziora Miedwie, rzeki Płoni i jeziora Płoń oraz Pojezierza Barlineckiego pomiędzy Tetyniem a Jesionowem. Przez powiat przebiega 15 południk długości geograficznej wschodniej. Południk ten służy za podstawę do obliczania czasu strefy środkowoeuropejskiej. Przez południowe krańce powiatu przebiega 53 równoleżnik szerokości geograficznej północnej.

## Krajobraz
Największą rzeką powiatu jest rzeka Płonia przepływająca jeziora Płoń i Miedwie. Rzeźba powierzchni rozwinęła się w granicach 96 m, taka jest bowiem różnica wysokości między najniżej położonymi terenami wokół jeziora Miedwie, wyniesionego 14 m n.p.m., a najwyższymi pagórkami morenowymi w okolicy Krzemlina i Jesionowa dochodzącymi do 110 m wysokości n.p.m. Występuje tu gęsta sieć rzek i strumieni, liczne jeziora oraz podmokłe i torfowiska. Obszar powiatu odwadniają dwie większe rzeki uchodzące do Odry: Płoń i rzeka Myśla. Występujące na Ziemi Pyrzyckiej jeziora należą do jezior polodowcowych. Największym jeziorem jest Miedwie (36,8 km), piąte co do wielkości jezioro w Polsce. Dno jeziora sięga 28 m poniżej poziomu morza, w związku z tym jest kryptodepresją. Duża głębokość sprawia, że żyją tu ciekawe gatunki ryb, jak sieja miedwieńska i gatunki rzadkich raczków spotykanych jedynie w odległych wodach skandynawskich i jeziorach alpejskich. Drugim co do wielkości w powiecie jest jezioro Płoń, zajmujące płaskie obniżenie na dnie Niziny Pyrzyckiej o głębokości ok. 4 m. Jezioro ma również kształt rynny o długości około 7 km i szerokości 1,5 km. Podobnym jeziorem jest Będgoszcz. Linia brzegowa jest tu dobrze rozwinięta, a powierzchnia wody urozmaicona drobnymi wyspami. Ciekawy kompleks jeziorny stanowią jeziora: Chłop, Będzin i Wądół w okolicy Lipan. Są to jeziora rynnowe moreny czołowej. Linia brzegowa jest silnie rozwinięta, zarysowująca szereg półwyspów i wysp, a zbiorniki wodne posiadają liczne przewężenia, płycizny i progi. Mają stosunkowo duże głębokości i czyste wody chętnie odwiedzane przez wędkarzy.

## Demografia
Według danych z 31 grudnia 2013 r. powiat miał 40 532 mieszkańców.

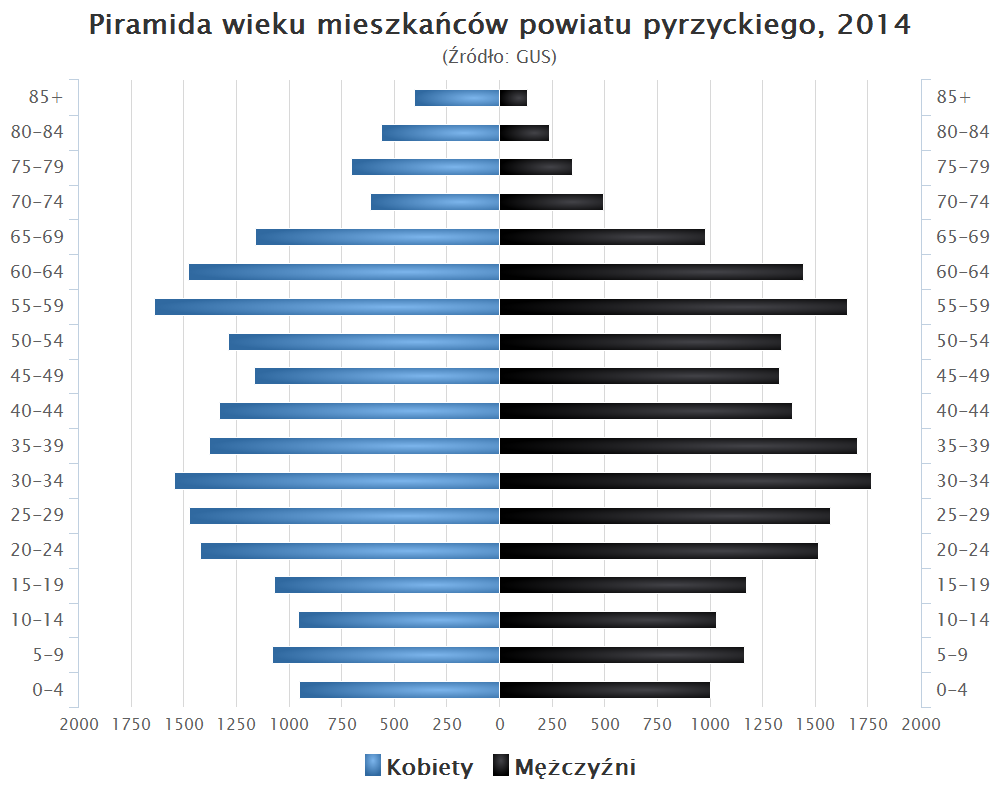
Piramida wieku mieszkańców powiatu pyrzyckiego w 2014 roku

Liczba ludności (dane z 30 czerwca 2005):
|        | Ogółem | Ogółem | Kobiety | Kobiety | Mężczyźni | Mężczyźni |
| osób   | %      | osób   | %       | osób    | %         |           |
| ------ | ------ | ------ | ------- | ------- | --------- | --------- |
| Ogółem | 40 059 | 100    | 20 167  | 50,34   | 19 892    | 49,66     |
| Miasto | 16 882 | 42,14  | 8706    | 21,73   | 8176      | 20,41     |
| Wieś   | 23 177 | 57,86  | 11 461  | 28,61   | 11 716    | 29,25     |

▶Wieś vs ▶miasto
Ogółem (▶k, ▶m)
Miasto (▶k, ▶m)
Wieś (▶k, ▶m)

## Gospodarka
W Pyrzycach znajduje się ciepłownia geotermalna z wodą o temperaturze ok. 60 °C.
W końcu września 2019 liczba zarejestrowanych bezrobotnych w powiecie pyrzyckim obejmowała ok. 1,2 tys. mieszkańców, co stanowi stopę bezrobocia na poziomie 10,4% do aktywnych zawodowo.
Przeciętne wynagrodzenie pracownicze w październiku 2008 r. wynosiło 2496,98 zł, przy liczbie zatrudnionych pracowników w powiecie pyrzyckim – 7150 osób. Przeciętne wynagrodzenie w sektorze publicznym wynosiło 2639,94 zł, a w sektorze prywatnym 2414,64 zł.
W 2013 r. wydatki budżetu samorządu powiatu pyrzyckiego wynosiły 42,9 mln zł, a dochody budżetu 41,7 mln zł. Zadłużenie (dług publiczny) samorządu według danych na koniec 2013 r. wynosiło 17,6 mln zł, co stanowiło 42,1% wartości wykonywanych dochodów.

## Historia i zabytki
Ziemia pyrzycka to teren bardzo starego osadnictwa. Wykopaliska przeprowadzone w wielu miejscach wskazują, iż od tysięcy lat uprawiano jej żyzną ziemię. Około 12 tysięcy lat przed naszą erą przybył tutaj pierwszy człowiek. Trzynaście wieków przed naszą erą pojawiły się na tych obszarach ludy kultury łużyckiej, uznawane przez niektórych badaczy za ludność prasłowiańską. Pierwszą wzmiankę o Pyrzyczanach znajdujemy u kronikarza zwanego Geografem Bawarskim. W IX wieku wymienia on nazwę szczepu Prissini. W dobie wczesnohistorycznej plemię Pyrzczan zamieszkiwało ziemie, które już w X wieku zostały włączone do tworzonego przez Mieszka, państwa polskiego. Bolesław Krzywousty w początkach XII wieku umocnił polskie panowanie na podbitych ziemiach aż po Odrę i Bałtyk. Z jego inicjatywy przeprowadzono chrystianizację Pomorza Zachodniego. W 1124 roku misja św. Ottona dotarła do Pyrzyc, gdzie wzniesiono trzy chrzcielnice w pobliżu źródełka, z którego czerpano wodę podczas chrztu. Na pamiątkę tego wydarzenia w 1824 roku zbudowano "Studzienkę" według projektu Karola Schinkla, wzorowaną na baptysterium Konstantyna Wielkiego w Rzymie "Studzienka" kilkakrotnie przebudowywana przetrwała do dziś i stanowi ciekawy obiekt historyczny. W 1263 roku, w wyniku rozwoju gospodarczego i wzrostu znaczenia handlowego powstało miasto średniowieczne. Miasto wielokrotnie musiało bronić się przed najazdami z południa i atakami niemieckimi. Z tej przyczyny Pyrzyce otoczone zostały potężnym systemem fortyfikacji, który w dużej części zachował się do naszych czasów i jest obecnie cennym dokumentem dawnych dziejów, oglądanym i podziwianym przez turystów. Obwarowania tworzyły: wały ziemne, fosa oraz mury obronne z bramami i basztami. Wał ma długość ok. 2 km. Wzdłuż niego rosną klony, kasztanowce i lipy tworząc wspaniałą promenadę pełną zieleni. Teren fosy zajmują ogródki działkowe, graniczące z murami, których wysokość dochodzi do 10 m.

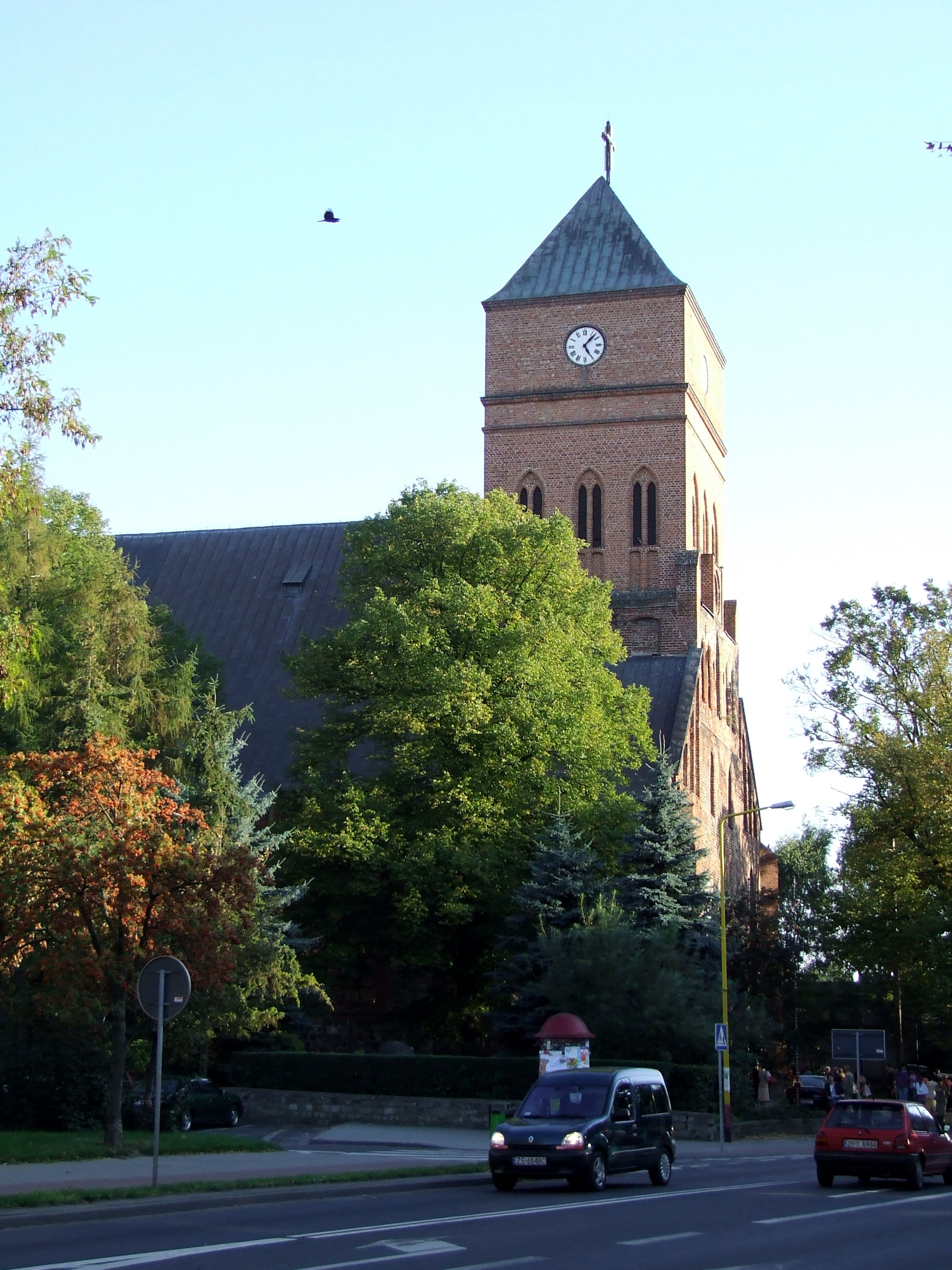
Kościół pw. św. Ottona

W murach istniały dwie bramy: Szczecińska i Bańska. Pierwsza zwana Zegarową prawie całkowicie zniszczona, natomiast doskonale zachowana Brama Bańska, o kwadratowej podstawie, ścianach ozdobionych wnękami i zwieńczona Zębatym murem jest ozdobą tej części miasta. Wspaniale prezentują się górujące nad miastem baszty. Lekko pochylona Baszta Sowia, Baszta Lodowa i Baszta Prochowa. Baszta Pijacka, zrujnowana i odbudowana, służyła jako izba wytrzeźwień. W centrum dawnego grodu wznosi się Katedra św. Maurycego jeden z najpiękniejszych zabytków architektury na Pomorzu Zachodnim. Budowę rozpoczęto w XIII wieku, obecny stan pochodzi z XV wieku. Nieopodal znajduje się równie wiekowa kaplica św. Ducha, w której mieści się biblioteka.
Drugim miastem w powiecie pyrzyckim o rodowodzie średniowiecznym są Lipiany. To bardzo stare osiedle, położone na przesmyku pomiędzy dwoma jeziorami połączonymi strugą. Wody otaczają miasto z trzech stron, dojście jest tylko od strony zachodniej. W Lipianach zachowało się wiele zabytków. Przede wszystkim sam układ ulic przetrwał do naszych czasów od średniowiecza. W rynku wznosi się klasyczny ratusz z XVIII wieku. Obok znajduje się studzienka przedstawiająca kupców i rycerzy pijących lipiańskie piwo. Miasto słynęło niegdyś z produkcji piwa o nazwie "zaczynaj". Na środku rynku rośnie potężny, stary dąb nazywany "dębem piwowarów". Na wzgórzu wznosi się kościół z początków XIII wieku. Przed wiekami całe Lipiany były otoczone murami miejskimi z bramami i basztami, które w znacznej części zachowały się do dziś. Wśród zabytków powiatu pyrzyckiego wiele jest przykładów architektury sakralnej. W każdej prawie miejscowości znaleźć można zabytkowy kościół. Są to najczęściej budowle wzniesione z granitowych ciosów w stylu gotyckim. Do wartych obejrzenia należą kościoły w Mechowie, Letninie, Barnimiu, Żabowie. Najcenniejszym jednak obiektem tego typu jest kościół parafialny w Brzesku. Obecnie jest to Sanktuarium Maryjne. Kościół ten wyróżnia się wyjątkową architekturą w skali całego kraju. Zbudowany w XIII wieku z ciosów granitowych. Później dobudowano wieżę. We wnętrzu ołtarz i ambona z początków XVII wieku. Bardzo ciekawy jest rzeźbiony i polichromowany strop z szyszkowymi konsolami zwisającymi ze środka sklepienia wykonany przez artystę ludowego.

## Kultura
Na terenie powiatu podtrzymywana jest kultura ludowa. Istnieje wiele ludowych zespołów artystycznych. Uświetniają one swoimi występami imprezy kulturalne organizowane w powiecie i poza nim. Biorą udział w przeglądach i konkursach również o zasięgu międzynarodowym. Najbardziej znany w kraju i za granicą jest "Zespół Pieśni i Tańca Ziemi Pyrzyckiej". Oprócz należy wymienić zespoły: "Nieborowianka" z Nieborowa, "Bandoska" z Mielęcna "Nadzieja" z Mechowa, "Kresowianka" z Letnina, "Chrapowiacy" ze Starego Chrapowa. W maju lub czerwcu każdego roku w Pyrzycach odbywają się Pyrzyckie Spotkania z Folklorem. Jest to impreza mająca na celu popularyzację regionalnych tradycji ludowych. Obecnie ma ona zasięg międzynarodowy i stanowi święto kultury ludowej różnych narodów. Uczestniczą w nim najlepsze zespoły folklorystyczne z Polski, Europy, Azji oraz Ameryki. Patronat nad spotkaniami sprawuje Międzynarodowe Stowarzyszenie Organizatorów Festiwali Folklorystycznych i Sztuki Ludowej - CIOFF z siedzibą w Kanadzie.

## Oświata
Na terenie powiatu są 23 szkoły podstawowe oraz 6 gimnazjów.
Szkoły specjalne i placówki opiekuńczo-wychowawcze:
1. Specjalny Ośrodek Szkolno-Wychowawczy w Pyrzycach, w którego skład wchodzi:
  - Podstawowa Szkoła Specjalna,
  - Gimnazjum Specjalne,
  - Internat,
2. Poradnia Psychologiczno-Pedagogiczna w Pyrzycach.
3. Stowarzyszenie na Rzecz Osób z Upośledzeniem Umysłowym, które zorganizowało w Nowielinie:
  - Warsztaty Terapii Zajęciowej,
  - Ośrodek Rehabilitacyjno-Wychowawczy.

Szkolnictwo ponadpodstawowe
W powiecie pyrzyckim funkcjonują dwa zespoły średnich szkół publicznych.
1. Zespół Szkół w Pyrzycach
  - Liceum Ogólnokształcące,
  - Zasadnicza Szkoła Wielozawodowa,
  - Podstawowe Studium Zawodowe,
  - Ośrodek Stały Wojewódzkiego Ośrodka Doskonalenia Zawodowego.
2. Zespół Szkół Rolnicze Centrum Kształcenia Ustawicznego:
  - Technikum Mechanizacji Rolnictwa 5-letnie,
  - Technikum Mechanizacji Rolnictwa 3-letnie,
  - Technikum Rolnicze,
  - Technikum Technologii Żywności,
  - Liceum Samochodowe,
  - Zasadnicze Szkoły Zawodowe (trzy specjalności).

W powiecie są cztery szkoły niepubliczne, pierwsze dwie to szkoły parafii rzymskokatolickiej św. Ottona:
- Katolickie Wieczorowe Liceum Ogólnokształcące,
- Policealne Studium Zawodowe,
- Prywatne Zaoczne Liceum Ogólnokształcące,
- Prywatne Policealne Studium Zawodowe.

## Komunikacja
- Linie kolejowe:
  - nieczynne, istniejące: Stargard – Kostrzyn  (przez Warnice-Dębicę, Pyrzyce i Lipiany), Pyrzyce – Wriezen  (przez Kozielice) oraz Gryfino – Pyrzyce  (przez Bielice-Parsów).
  - nieczynne, nieistniejące: Pyrzyce – Płońsko Pyrzyckie  (przez Przelewice Pyrzyckie).
- Drogi:
  - droga ekspresowa S3: Szczecin – Gorzów Wielkopolski
  - droga wojewódzka nr 122: Pyrzyce – Krajnik Dolny, droga wojewódzka nr 106: Pyrzyce – Nowogard  (przez Warnice), droga wojewódzka nr 153: Pyrzyce – Piasecznik oraz droga wojewódzka nr 154: Lipiany – Barlinek.

## Bezpieczeństwo
W 2009 r. wskaźnik wykrywalności sprawców przestępstw stwierdzonych w powiecie pyrzyckim wynosił 72,7%. W 2009 r. stwierdzono w powiecie m.in. 200 kradzieży z włamaniem, 7 kradzieży samochodów, 17 przestępstw narkotykowych.
Powiat pyrzycki jest obszarem właściwości Prokuratury Rejonowej w Pyrzycach i Prokuratury Okręgowej w Szczecinie.
Na terenie powiatu działa 11 jednostek ochotniczych straży pożarnych włączonych do krajowego systemu ratowniczo-gaśniczego. Istnieje jednostka ratowniczo-gaśnicza przy Komendzie Powiatowej Państwowej Straży Pożarnej w Pyrzycach.

## Administracja
| Gminy                       | Liczba radnych | Liczba wyborców w 2014 |
| --------------------------- | -------------- | ---------------------- |
| Pyrzyce                     | 7              | ?                      |
| Lipiany, Przelewice         | 4              | ?                      |
| Bielice, Kozielice, Warnice | 4              | ?                      |
| Razem (Σ)                   | 15             | ?                      |

Siedzibą władz powiatu jest miasto Pyrzyce. Organem uchwałodawczym jest Rada Powiatu Pyrzyckiego, w której skład wchodzi 15 radnych.
Gminy powiatu pyrzyckiego są obszarem właściwości miejscowej Sądu Rejonowego w Stargardzie, jednakże dla spraw wieczystoksięgowych i karnych gminy powiatu pyrzyckiego obsługiwane są przez 2 wydziały zamiejscowe w Pyrzycach. Powiat pyrzycki jest obszarem właściwości Sądu Okręgowego w Szczecinie i Samorządowego Kolegium Odwoławczego w Szczecinie.
Mieszkańcy powiatu pyrzyckiego wybierają radnych do Sejmiku Województwa Zachodniopomorskiego w okręgu nr 5. Posłów na Sejm wybierają z okręgu wyborczego nr 41, senatora z okręgu nr 98, a posłów do Parlamentu Europejskiego z okręgu nr 13.

## Sąsiednie powiaty
- powiat gryfiński
- powiat stargardzki
- powiat myśliborski